# Pristimantis turpinorum
Pristimantis turpinorum é uma espécie de anfíbio  da família Craugastoridae.
É endémica de Trinidad e Tobago.
Os seus habitats naturais são: florestas subtropicais ou tropicais húmidas de baixa altitude.